# Ochropleura megaplecta
Ochropleura megaplecta är en fjärilsart som beskrevs av De Joannis 1932. Ochropleura megaplecta ingår i släktet Ochropleura och familjen nattflyn. Inga underarter finns listade i Catalogue of Life.